# Acqua Fragile (album)
Acqua Fragile è il primo album dell'omonimo gruppo musicale italiano, pubblicato dall'etichetta discografica Numero Uno nel giugno del 1973.

## Tracce
Testi di Bernardo Lanzetti, musica di Piero Canavera
Lato A
1. Morning Comes – 7:25
2. Comic Strips – 3:59
3. Science Fiction Suite – 5:57

Durata totale: 17:21
Lato B
1. Song from a Picture – 4:11
2. Education Story – 4:16
3. Going Out – 2:59
4. Three Hands Man – 8:06

Durata totale: 19:32

## Musicisti
- Bernardo Lanzetti - voce, chitarra
- Gino Campanini - chitarra elettrica, chitarra acustica, voce
- Maurizio Mori - tastiere, voce
- Franz Dondi - basso
- Piero Canavera - batteria, chitarra acustica, voce

Note aggiuntive
- Claudio Fabi e Premiata Forneria Marconi - produzione
- Gaetano Ria - tecnico del suono